# قطعنامه ۱۶۹۷ شورای امنیت
قطعنامه ۱۶۹۷ شورای امنیت سازمان ملل متحد که در تاریخ ۳۱ ژوئیه ۲۰۰۶ تصویب شد، سندی بین‌المللی دربارهٔ بررسی وضعیت خاورمیانه است. این قطعنامه طی نشست ۵۵۰۱ام با ۱۵ رای موافق، ۰ مخالف و ۰ ممتنع تصویب شد.